# Episema ramburi
Episema ramburi là một loài bướm đêm trong họ Noctuidae.